# Družec
Družec (en allemand : Druschetz) est une commune du district de Kladno, dans la région de Bohême-Centrale, en République tchèque. Sa population s'élevait à 1 078 habitants en 2020.

## Géographie
Družec se trouve à 7 km au sud-ouest de Kladno et à 29 km à l'ouest du centre de Prague.
La commune est limitée par Kamenné Žehrovice et Doksy au nord, par Velká Dobrá et Braškov à l'est, par Horní Bezděkov et Bratronice au sud, et par Lhota et Žilina à l'ouest.

## Histoire
La première mention écrite de la localité date de 1320.